# Formiga (Minas Gerais)
Formiga es un municipio brasileño situado en el estado de Minas Gerais. Tiene una población estimada, en 2021, de 67 956 habitantes.

## Turismo
El municipio forma parte del circuito turístico "Grutas e Mar de Minas".
Entre los monumentos de la localidad destaca una estatua del Cristo Redentor.